# Scena propylea
Scena propylea là một loài bướm đêm thuộc phân họ Arctiinae, họ Erebidae.